# Lucas 15

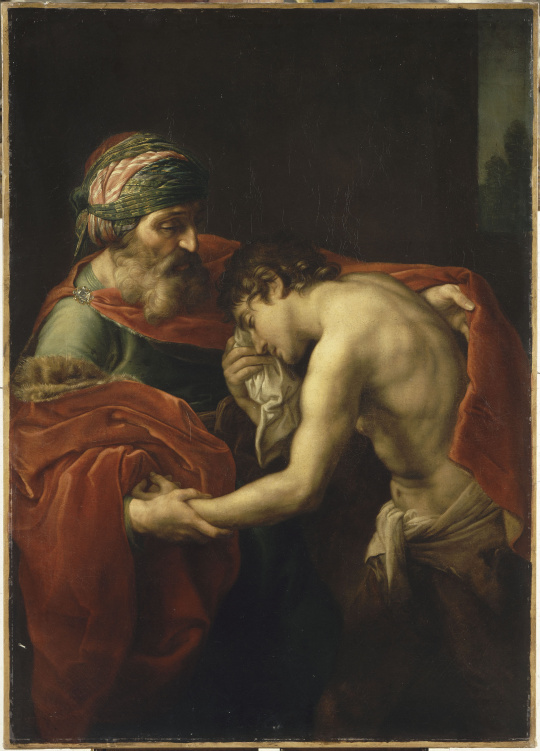
O Retorno do Filho Pródigo. Século XVIII. Por Pompeo Batoni, atualmente no Museu do Louvre, em Paris.

Lucas 15 é o décimo-quinto capítulo do Evangelho de Lucas no Novo Testamento da Bíblia. Composto por três parábolas, é neste capítulo que está a famosa "Parábola do Filho Pródigo", possivelmente a mais conhecida de todas as parábolas de Jesus.

## Parábola da Ovelha Perdida

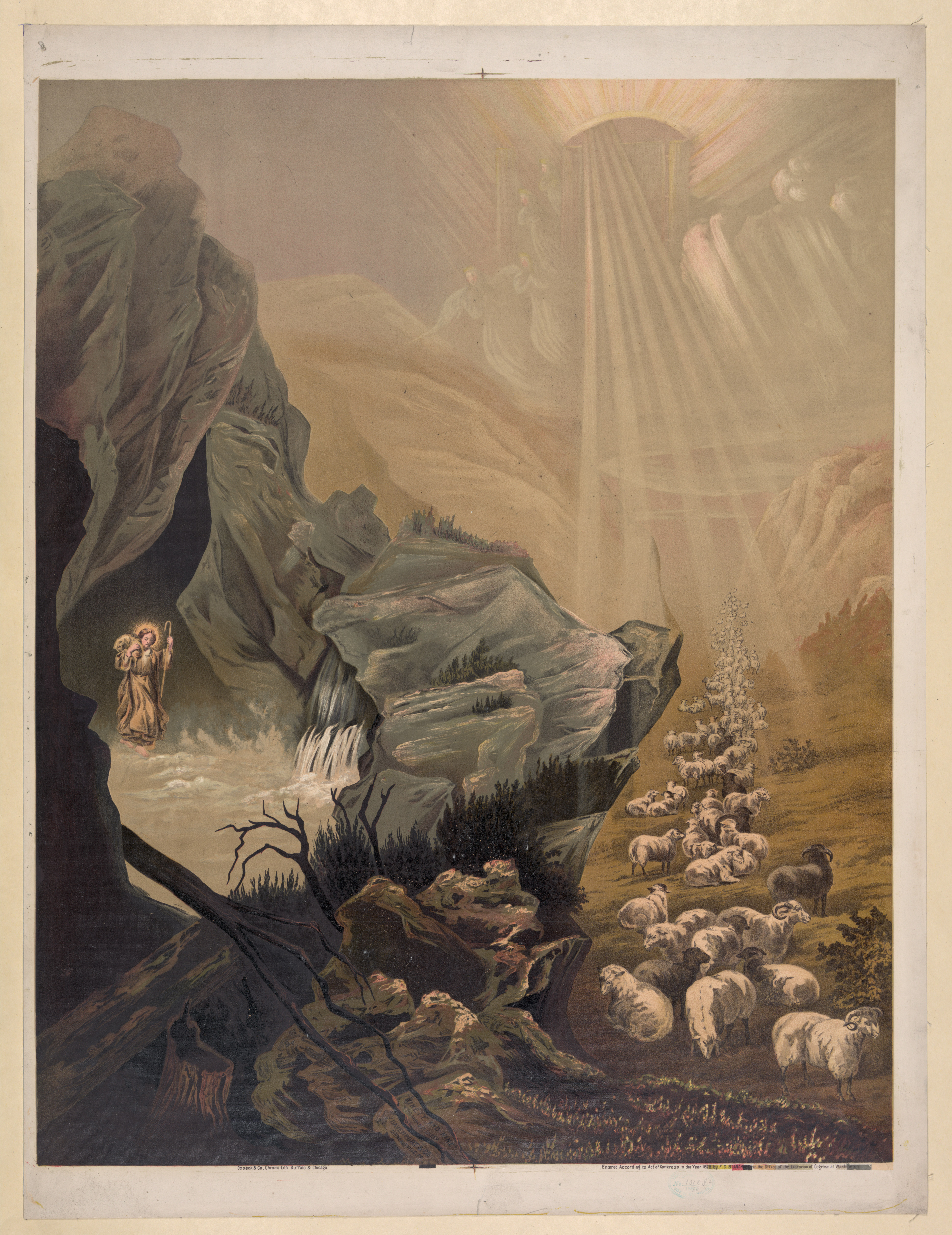
Parábola da Ovelha Perdida, a primeira das três parábolas sobre redenção em Lucas 15.

Esta parábola aparece em dois evangelhos canônicos, em Lucas 15:1–7 e Mateus 18 (Mateus 18:12–14). Jesus conta que um pastor deixou seu rebanho de noventa e nove ovelhas para buscar uma que se perdeu e faz parte de uma trilogia sobre a redenção que Jesus conta depois que os fariseus e os líderes religiosos o criticaram por comer com "pecadores".

## Parábola da Dracma Perdida

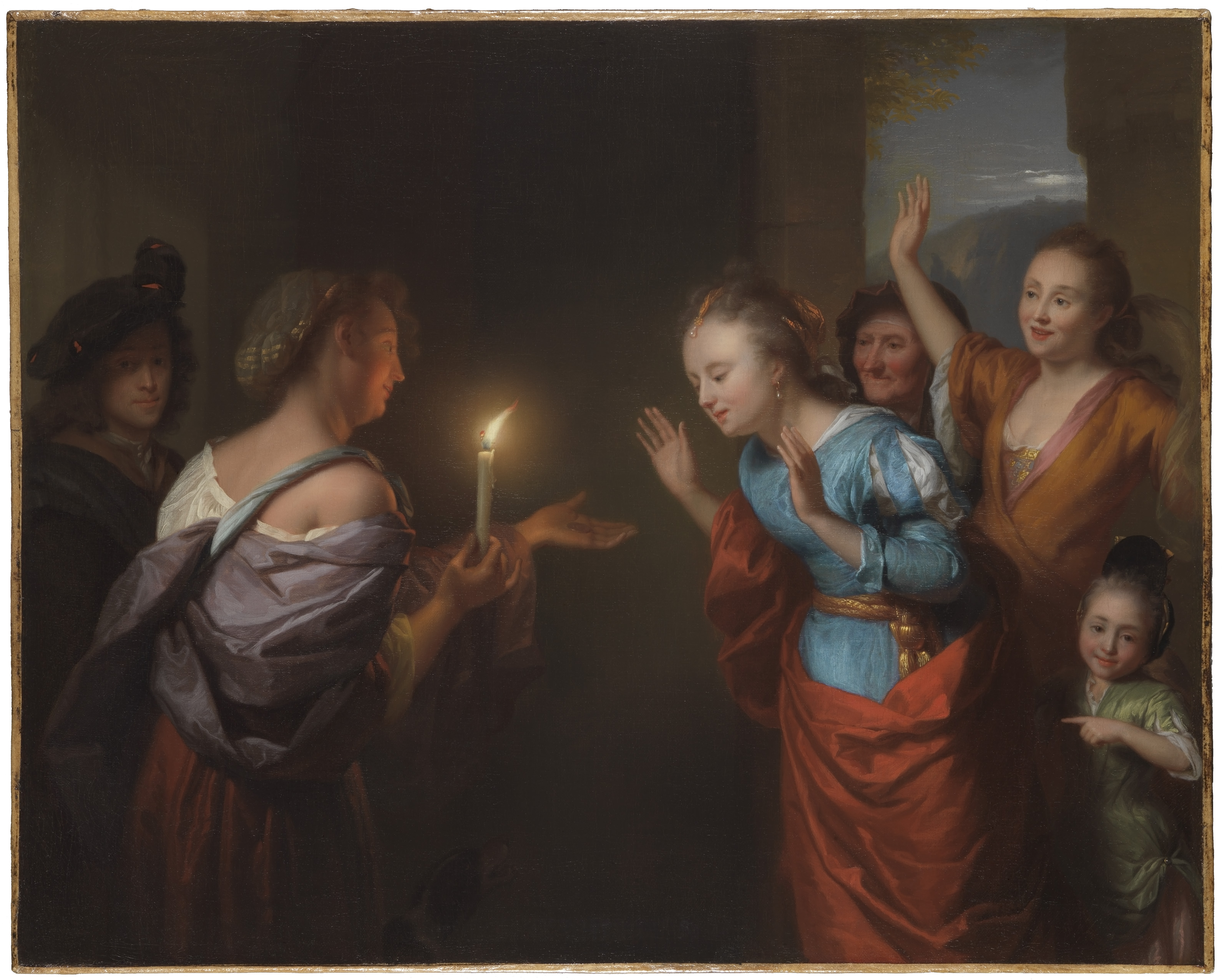
Parábola da Dracma Perdida, a segunda das três parábolas sobre redenção em Lucas 15. 1680. Por Godfried Schalcken.

A parábola da moeda perdida (uma dracma) só aparece em Lucas 15:8–10. É uma história de uma mulher com dez moedas de prata que perde uma delas, acende uma lamparina e varre sua casa toda até encontrá-la, regojizando-se quando a encontrou. É a segunda parte da trilogia da redenção de Jesus (vide aqui).

## Parábola do Filho Pródigo

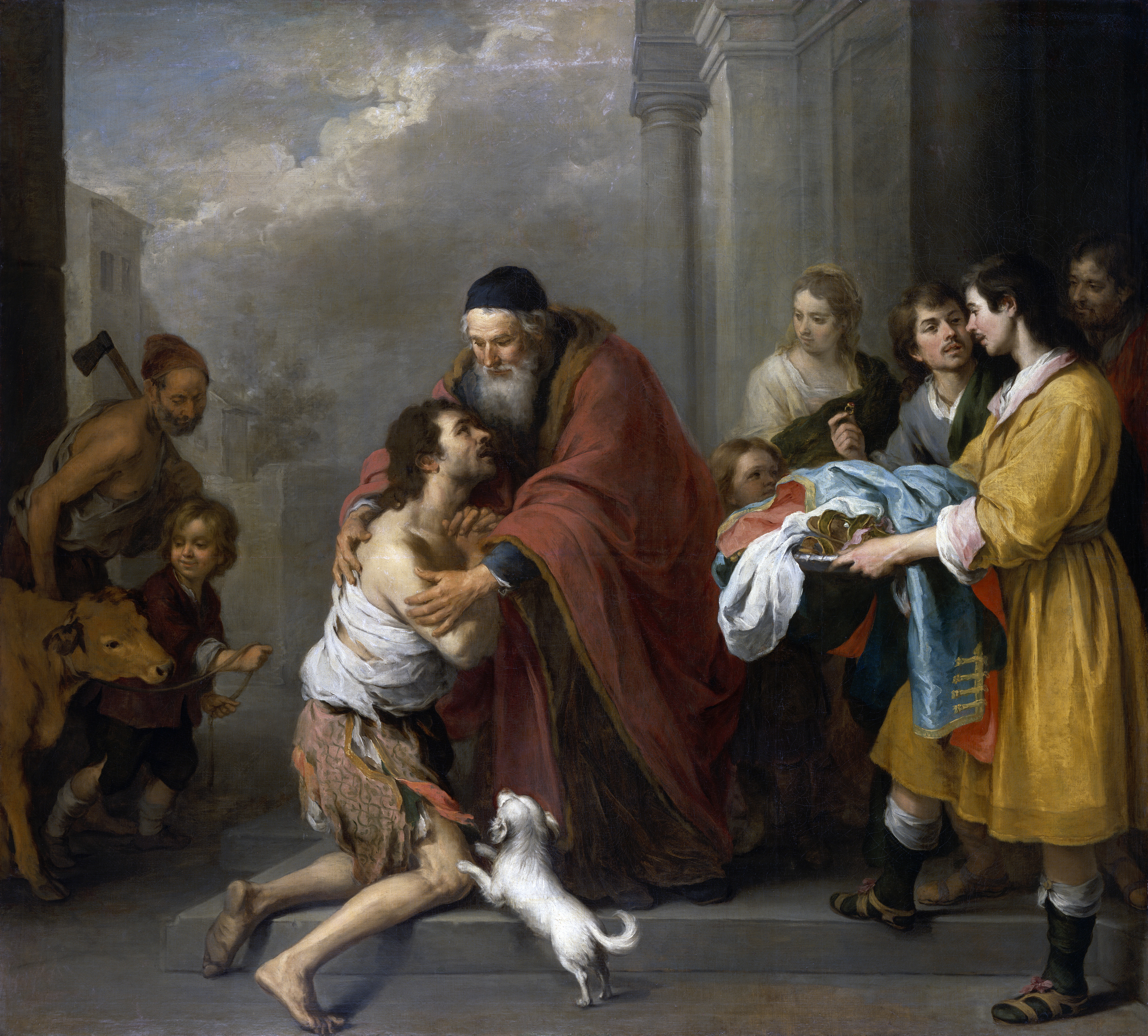
Parábola do Filho Pródigo, a terceira das três parábolas sobre redenção em Lucas 15. Entre 1667 e 1670. Por Murillo, atualmente na Galeria Nacional de Arte, em Washington D.C., nos EUA.

Provavelmente a parábola mais conhecida de Jesus, o "Filho Pródigo" (Lucas 15:11–32), como ela é conhecida, só aparece no evangelho de Lucas. Jesus conta a história de um pai que deixa para o mais jovem de seus filhos sua herança antes de morrer, ainda em vida. Depois de gastar toda a fortuna (pródigo é sinônimo de "perdulário", "gastador"), este filho começa a passar fome durante um período de carestia. Ele então se arrepende e volta para casa com o objetivo de implorar por emprego e renunciar seu parentesco com o pai. Apesar disso, o pai imediatamente o recebe de volta como filho e realiza uma festa para celebrar seu retorno. O filho mais velho se recusa a participar, afirmando que, durante todo este tempo, trabalhou para o pai e não recebeu sequer uma cabra para celebrar com os amigos. O pai então afirma então que tudo o que pai tem é do filho mais velho, mas que eles deveriam celebrar o retorno do filho mais novo pois ele voltou para casa. Esta parábola é a terceira e última parte de uma trilogia sobre a redenção iniciada na Parábola da Ovelha Perdida.
Na tradição católica ocidental, esta parábola é geralmente lida no quarto domingo da Quaresma ao passo que na tradição ortodoxa, ela é lida no "Domingo do Filho Pródigo".

## Texto
O texto original deste evangelho foi escrito em grego koiné e alguns dos manuscritos antigos que contém este capítulo, dividido em 32 versículos, são:
- Papiro 75 (c. 175-225)
- Codex Vaticanus (325-350)
- Codex Sinaiticus (330-360)
- Codex Bezae (c. 400)
- Codex Washingtonianus (c. 400)
- Codex Alexandrinus (c. 400-440)
- Codex Ephraemi Rescriptus (c. 450)